# Eupsittula cactorum
El perico de la caatinga, cotorra de los cactos o aratinga cactácea (Eupsittula cactorum) es una especie de ave de la familia de los loros (Psittacidae) endémica de Brasil.
Su hábitat natural son los bosques subtropicales o tropical seco.